# Drosophila iroquois
Drosophila iroquois este o specie de muște din genul Drosophila, familia Drosophilidae, descrisă de Sturtevant și Dobzansky în anul 1936. Conform Catalogue of Life specia Drosophila iroquois nu are subspecii cunoscute.